# Carry On Laughing
Ne doit pas être confondu avec Carry On (série de films).
 (juillet 2023).
Pour les articles homonymes, voir Carry On.
Cet article décrit la série télévisée originale de 1975. Ne pas confondre avec la série de films Carry On, ni avec la pièce de théâtre du même nom.
Carry On Laughing est une série télévisée humoristique britannique produite en 1975 par Associated Television (en). Basée sur la série de films Carry On, il s'agit de faire remonter l'audience à la télévision après avoir vu les films au cinéma[réf. souhaitée]. Les membres de la série de films Carry On apparaissent aussi dans cette série.  
Carry on Laughing compte deux saisons, la première à six épisodes et la seconde à sept épisodes. L'épisode Orgy et Bess présentait les dernières performances de Sid James et Hattie Jacques dans Carry On.
La série télévisée n'a pas le même succès que les films originaux, qui, en revanche, sont diffusés régulièrement à la télévision britannique[réf. souhaitée]. 

## Production
La série a été conçue après le départ de deux participants de longue date à la série Carry On : l'écrivain Talbot Rothwell et l'acteur Charles Hawtrey. En outre, Kenneth Williams a refusé d'apparaître dans la série. D'autres acteurs de Carry On n'apparaissent que dans peu d'épisodes : Sid James dans les quatre premiers, Hattie Jacques dans un seul et Bernard Bresslaw est seulement  apparu dans la deuxième saison. 
En l'absence de Talbot Rothwell, d'autres écrivains ont été engagés tels que Lew Schwarz et l'écrivain expérimenté de Carry On, Dave Freeman, qui ont écrit chacun six épisodes, tetis que Barry Cryer et Dick Vosburgh ont écrit l'épisode Orgy et Bess.
Chaque épisode a parodié une série télévisée, un film ou un livre célèbre. Trois épisodes présentent un personnage basé sur Lord Peter Wimsey qui devient Lord Peter Flimsy.   
Deux autres épisodes sont basés sur la série Maîtres et Valets, avec le personnage majordome Hudson parodié en Clodson et la cuisinière Mrs. Bridges en Mrs. Breeches.  
La série a donné l'opportunité à David Lodge - comme un peu plus d'une petite partie d'acteur qui ont joué dans la série de films Carry On - de jouer des personnages principaux.  

## Remarque
ATV a déjà essayé d'adapter la série Carry On sur petit écran en 1973, lorsque What A Carry On était diffusé, un spectacle présenté par Shaw Taylor mettant en avant des extraits de la pièce de théâtre Carry On London et des interviews avec les acteurs : Sid James, Barbara Windsor, Bernard Bresslaw, Kenneth Connor, Peter Butterworth et Jack Douglas. Certaines images manquent dans les archives.  
What A Carry On était aussi le titre d'une série d'extraits classiques des films de la BBC .

## Épisodes
| N° global | N° | Titre                     | Créateur     | Auteur                       | Date de sortie   | Notes |
| --------- | -- | ------------------------- | ------------ | ---------------------------- | ---------------- | --- |
| 1         | 1  | The prisoner of Spenda    | Alan Tarrant | Dave Freeman                 | 4 janvier 1975   | Avec : Sid James, Barbara Windsor, Peter Butterworth, Joan Sims, Kenneth Connor, Jack Douglas, David Lodge et Ronnie Brody. Parodie : Le Prisonnier de Zenda |
| 2         | 2  | The Baron Outlook         | Alan Tarrant | Dave Freeman                 | 11 janvier 1975  | Avec : Sid James, Joan Sims, Barbara Windsor, Kenneth Connor, Peter Butterworth, Diane Langton et David Lodge |
| 3         | 3  | The Sobbing Cavalier      | Alan Tarrant | Dave Freeman                 | 18 janvier 1975  | Avec : Sid James, Jack Douglas, Barbara Windsor, Joan Sims, Peter Butterworth, David Lodge et Bernard Holley Parodie : première révolution anglaise |
| 4         | 4  | Orgy et Bess              | Alan Tarrant | Barry Cryer et Dick Vosburgh | 25 janvier 1975  | Avec : Sid James, Kenneth Connor, Barbara Windsor, Hattie Jacques et Jack Douglas Parodie : Francis Drake et Invincible Armada |
| 5         | 5  | One in the Eye for Harold | Alan Tarrant | Lew Schwarz                  | 1er février 1975 | Avec : Jack Douglas, Kenneth Connor, Joan Sims, Diane Langton, David Lodge, Norman Chappell, Patsy Smart, Jerold Wells et Billy Cornelius |
| 6         | 6  | The Nine Old Cobblers     | Alan Tarrant | Dave Freeman                 | 8 février 1975   | Lord Peter Flimsy (Jack Douglas) et son majordome (Kenneth Connor) sont convoqués par Ameila Forbush (Joan Sims) dans le village de Sincreek pour résoudre l'affaire d'un meurtre lorsqu'un cadavre est retrouvé sur scène pendant le solo de Miss Dawkins (Patsy Rowlets) à un concert dans une salle des fêtes. Cet épisode met également en vedette Barbara Windsor et David Lodge. |

| N° global | N° | Titre                             | Créateur     | Auteur       | Date de sortie   | Notes |
| --------- | -- | --------------------------------- | ------------ | ------------ | ---------------- | --- |
| 7         | 1  | Under the Round Table             | Alan Tarrant | Lew Schwarz  | 26 octobre 1975  | Avec : Kenneth Connor, Joan Sims, Peter Butterworth, Bernard Bresslaw, Jack Douglas, Oscar James, Victor Maddern, Norman Chappell, Ronnie Brody, Brian Capron, Desmond McNamara et Billy Cornelius Parodie : Roi Arthur |
| 8         | 2  | The Case of the Screaming Winkles | Alan Tarrant | Dave Freeman | 2 novembre 1975  | Avec : Jack Douglas, Kenneth Connor, Joan Sims, Peter Butterworth, David Lodge et Melvyn Hayes |
| 9         | 3  | And in My Lady's Chamber          | Alan Tarrant | Lew Schwarz  | 9 novembre 1975  | Avec : Kenneth Connor, Joan Sims, Peter Butterworth, Bernard Bresslaw, Jack Douglas, Sherrie Hewson, Andrew Ray et Carol Hawkins Parodie : Maîtres et Valets                                                            |
| 10        | 4  | Short Knight, Long Daze           | Alan Tarrant | Lew Schwarz  | 16 novembre 1975 | Avec : Kenneth Connor, Barbara Windsor, Joan Sims, Peter Butterworth, Bernard Bresslaw, Jack Douglas, Norman Chappell, Brian Capron, Susan Skipper et Desmond McNamara.                                                 |
| 11        | 5  | The Case of the Coughing Parrot   | Alan Tarrant | Dave Freeman | 23 novembre 1975 | Avec : Jack Douglas, Kenneth Connor, Joan Sims, David Lodge, Sherrie Hewson, Peter Butterworth, Norman Chappell et Johnny Briggs                                                                                        |
| 12        | 6  | Who Needs Kitchener ?             | Alan Tarrant | Lew Schwarz  | 30 novembre 1975 | Avec : Kenneth Connor, Barbara Windsor, Jack Douglas, Joan Sims, Bernard Bresslaw, Andrew Ray, Sherrie Hewson et Carol Hawkins Parodie : Première Guerre mondiale                                                       |
| 13        | 7  | Lamp Posts of the Empire          | Alan Tarrant | Lew Schwarz  | 7 décembre 1975  | Avec : Barbara Windsor, Kenneth Connor, Jack Douglas, Bernard Bresslaw, Peter Butterworth, Oscar James, Norman Chappell et Michael Nightingale                                                                          |

## Utilisation du titre
Le titre Carry On Laughing a également été utilisé pour : 
- une pièce de théâtre de Carry On jouée à Scarborough en 1976 et met en vedette des acteurs de la série tels que : Jack Douglas, Kenneth Connor, Peter Butterworth et Liz Fraser.
- une série d’émission télévisée diffusée par Thames Television entre 1981 et 1984, qui présente des extraits de la série de films Carry On, bien que certaines images ont été tirées d'autres films de comédie britannique de l'époque, comme le spin-off des films On The Buses et Steptoe et Son.

## Sorties de DVD
La série est sortie sous forme de DVD bonus avec plusieurs versions britanniques de Carry On. La série a également été publiée dans un ensemble de 2 DVD, le 25 mai 2004 par A & E Home Video (format 1, Régions États-Unis et Canada). 